# Zitronenstrauch
Der Zitronenstrauch (Aloysia citrodora), auch Zitronenduftstrauch, Zitronenverbene oder Duftende Verbene – französisch Verveine odorante – genannt, ist eine Pflanzenart aus der Familie der Eisenkrautgewächse (Verbenaceae).

## Beschreibung

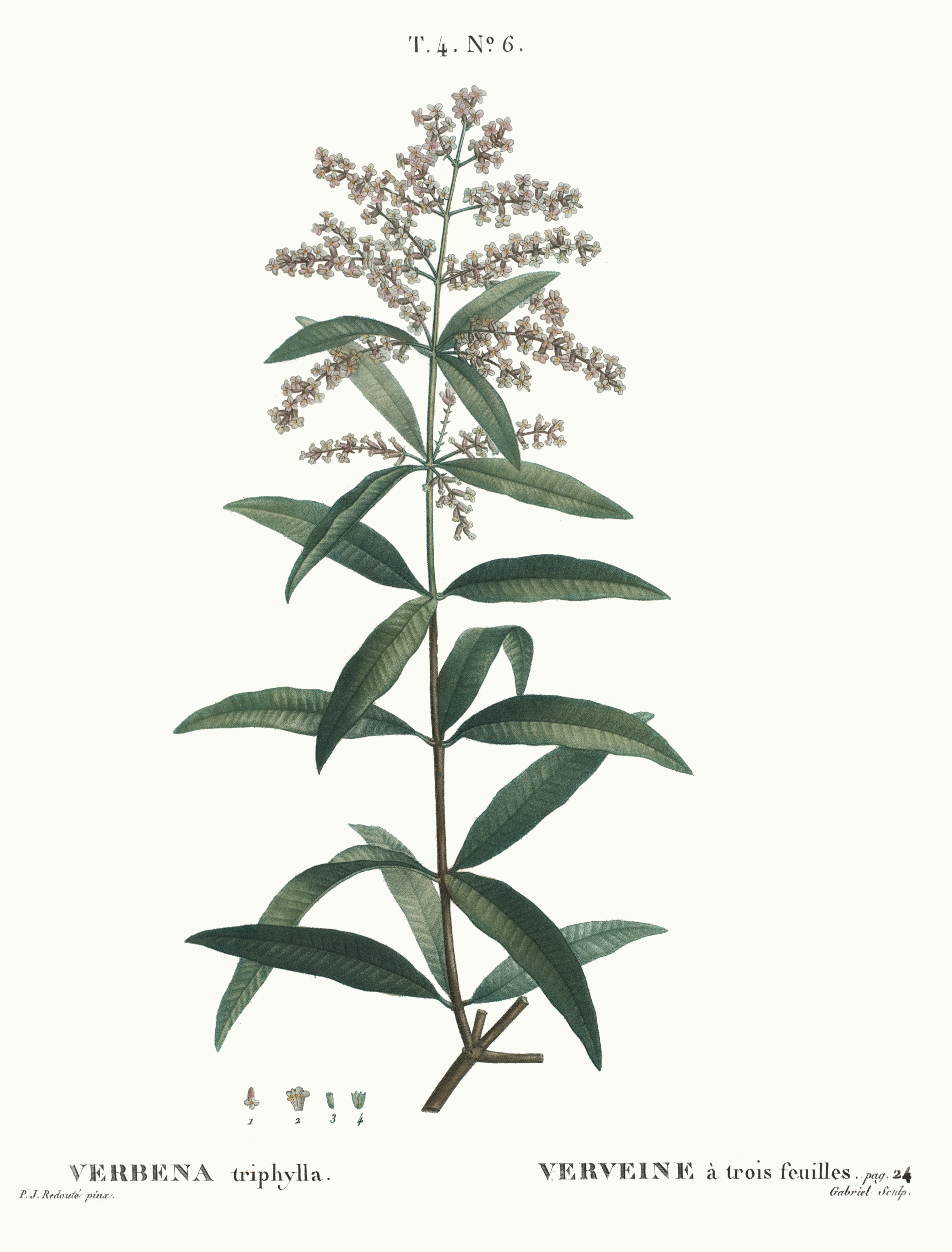
Illustration

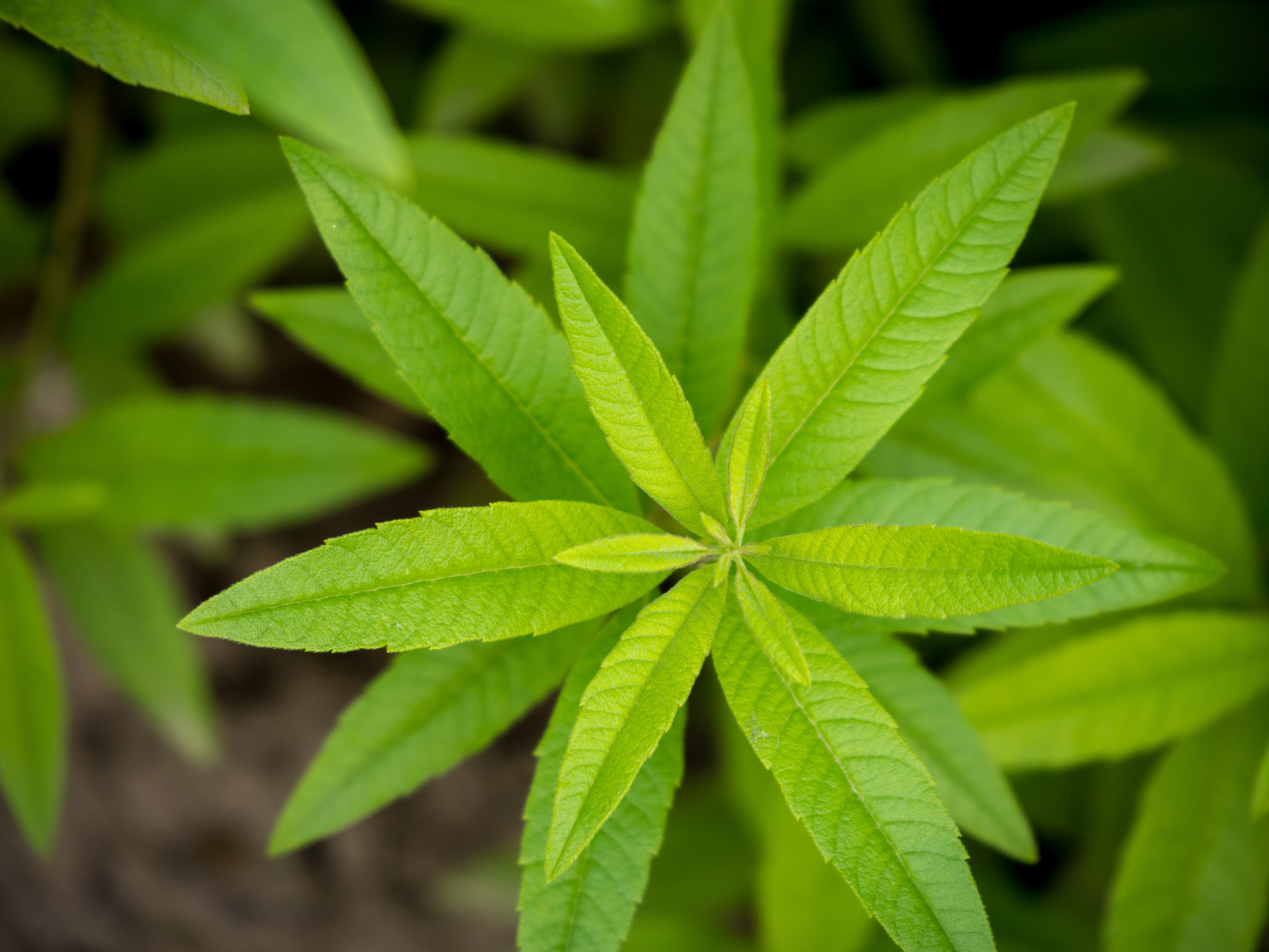
Laubblätter

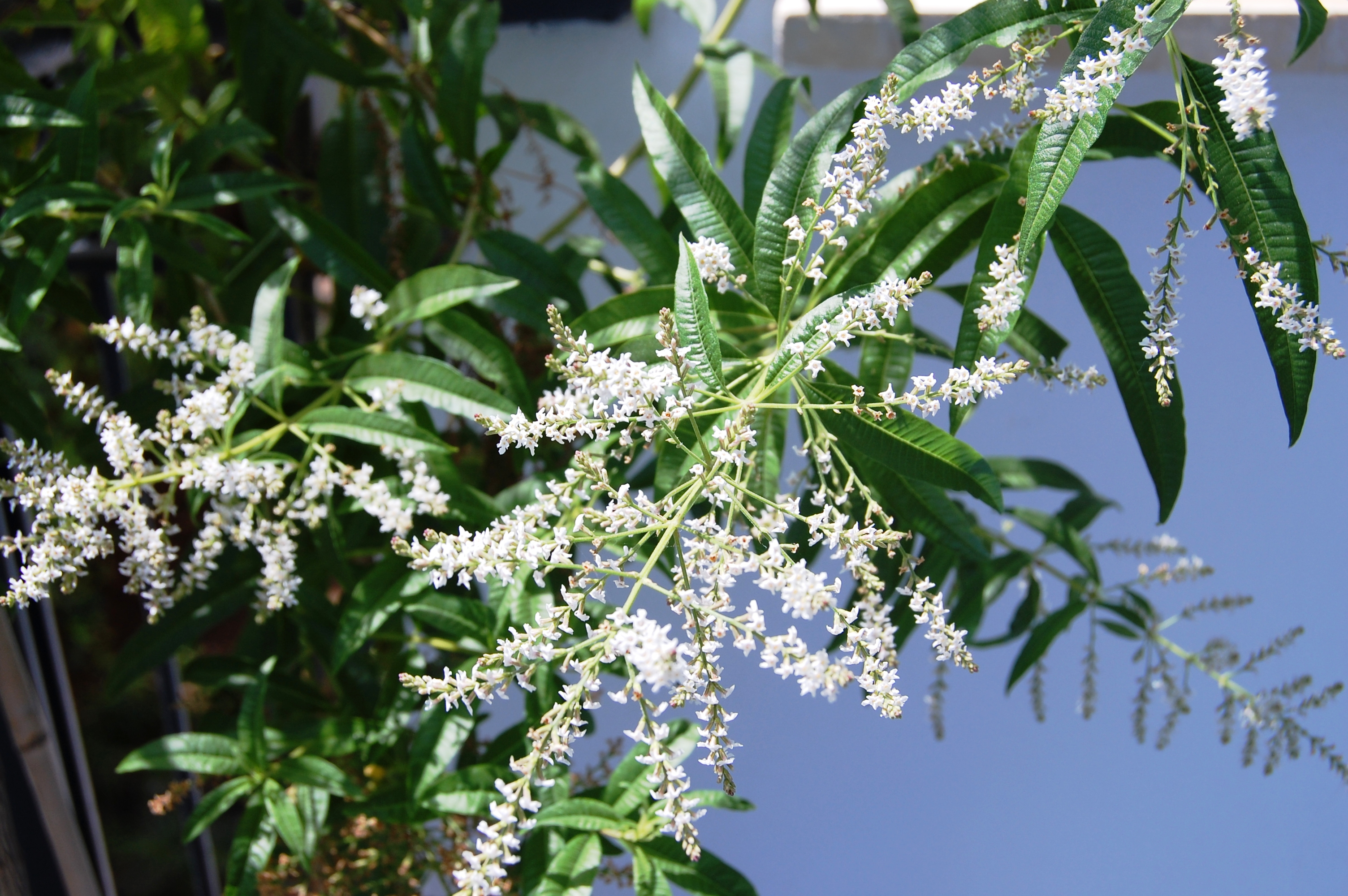
Zitronenstrauch (Aloysia citrodora)

### Vegetative Merkmale
Der Zitronenstrauch wächst als ausdauernder laubabwerfender Strauch ursprünglich in Südamerika und erreicht in gemäßigten Klimazonen Europas Wuchshöhen von rund 2 Metern, selten mehr.
Die je zu dritt in Wirteln am Stängel stehenden, eilanzettlichen Laubblätter duften stark (besonders bei Verletzung) und sind in Blattstiel und -spreite gegliedert. Der Blattstiel ist 2 bis 10 Millimeter kurz. Die einfache, glänzende und ganzrandige bis gesägte, spitze Blattspreite ist selten 30 bis meist 45 bis 110 Millimeter lang und selten 7 bis meist 9 bis 25 Millimeter breit.

### Generative Merkmale
Die kleinen weißlichen Blüten stehen in endständigen Rispen auf bis zu 25 cm langem, wollig behaartem Blütenstandsschaft mit Hochblättern. Die sehr kurz gestielten Blüten sind zygomorph, zwittrig, vierzählig und besitzen eine doppelte Blütenhülle (Perianth). Die vier etwa 3,5 Millimeter langen, behaarten Kelchblätter sind röhrig verwachsen, wobei die Kelchzähne nur höchstens ein Viertel der Gesamtlänge aufweisen. Die vier weißen bis hell lilafarbenen, 6 bis 9,5 Millimeter langen Kronblätter sind unten zu einer bis 5 Millimeter langen Röhre verwachsen mit ausladenden Lappen. Es ist nur ein Kreis von vier fast sitzenden und eingeschlossenen, didynamischen Staubblättern oben in der Kronröhre vorhanden. Die Staubfäden sind 0,2 bis 0,4 Millimeter lang. Zwei Fruchtblätter sind zu einem oberständigen Fruchtknoten verwachsen, der intensiv behaart ist. Der Griffel ist eingeschlossen mit zweilappiger Narbe.
Die Spaltfrüchte im beständigen Kelch zerfallen in zwei längliche, plan-konvexe und zugespitzte 1,3 bis 1,8 Millimeter × 0,5 bis 0,6 Millimeter kleine, kastanienbraune Teilfrüchte.
Die Chromosomenzahl beträgt 2n = 36.

## Systematik
Der Zitronenstrauch wurde als Aloysia citrodora 1784 von Antonio Palau y Verdera (in Parte práct. bot., 1, S. 768) benannt und erstbeschrieben. Die Gattung Aloysia – der Zitronensträucher, wozu neben Aloysia citrodora über 40 andere subtropischen Arten zählen – gehört wie die Gattung Verbena – der Eisenkräuter, wozu neben dem Echten Eisenkraut (Verbena officinalis) über 70 andere Pflanzenarten zählen – und weiteren Pflanzengattungen zur Familie der Eisenkrautgewächse (Verbenaceae) und ist somit als Lippenblütlerartige nicht näher verwandt mit Zitruspflanzen, etwa dem Zitronenbaum, die zu den Rautengewächsen (Rutaceae) gehören.
Der Gattungsname Aloysia bezieht sich auf Maria-Luisa von Bourbon-Parma (1751–1819), die damalige Prinzessin von Asturien Luisa María und später als Gemahlin Carlos IV. auch Königin von Spanien.
Synonyme für Aloysia citrodora Paláu sind Aloysia triphylla (L'Hér.) Britton, Lippia citrodora (Paláu) Kunth, Lippia triphylla (L'Hér.) Kuntze, Verbena citrodora (Paláu) Cav., Verbena fragrans Salisb., Verbena triphylla L'Hér., Zappania citrodora (Paláu) Lam. Während das Artepitheton citrodora auf den intensiven Zitronenduft der Pflanze verweist, deutet das Epitheton triphylla die typische Blattanordnung in dreiblättrigen Quirlen an.

## Verbreitung, Herkunft und Geschichte
Der Zitronenstrauch stammt ursprünglich aus subtropischen Regionen Südamerikas (Uruguay, Argentinien (Catamarca, Jujuy, La Rioja, Salta, Tucuman), Chile, Ecuador, Peru) und wurde Ende des 18. Jahrhunderts nach Europa gebracht. Nach R. Govaerts kommt er ursprünglich in Bolivien, Paraguay und Argentinien in einem Bereich vom südlichen Bolivien bis zum nordwestlichen Argentinien vor. Nach dieser Quelle ist der Zitronenstrauch im südlichen und südöstlichen Brasilien, in der Mitte Chiles, Peru, Uruguay, Venezuela, Mexiko, Puerto Rico, Kuba, Frankreich, Spanien, Sardinien und Albanien eingebürgert bzw. ein Neophyt.
In dem 1781 unter Carlos III. am heutigen Standort neu eröffneten Königlichen Botanischen Garten von Madrid wurden Pflanzen nicht mehr nur ausgestellt und vermehrt, sondern auch naturwissenschaftlich näher untersucht und oft erstmals beschrieben, zumeist von Casimiro Gómez, seltener Antonio Palau. Im Falle des reizvollen Zitronenstrauchs wurde bei der Namensgebung – „un nuevo génera de planta consagrado a la Princesa de Asturias nuestra señora“ – die einflussreiche Patronin bedacht.
Von Madrid aus versandte Saaten und Pflänzlinge der Art erreichten zunächst Botaniker in Paris – hier nannte sie Charles L’Héritier 1785 Verbena triphylla – und des Weiteren auch in Oxford, wo John Sibthorp die Pflanze in die britische Gartenkultur einführte. Schon 1797 war die Lemon verbena oder Vervain in Treibhäusern rund um London üblich, und ihre Popularität als wichtiger Bestandteil eines duftenden Bouquets nahm im folgenden Jahrhundert zu.

## Duft- und Inhaltsstoffe

Geranial (Citral A)

Zitronenverbenen enthalten in allen Pflanzenteilen verschiedene ätherische Öle, deren feiner, frischer Duft auch an Zitrone erinnert. Die Duftintensität von Blättern ist erheblich stärker als bei den meisten anderen ähnlich riechenden Pflanzen. Schon beim leichten Verreiben der Laubblätter entsteht ein starker Geruch, getragen von Citrusaromen.
Das aus den Blättern gewonnene ätherische Öl enthält als Hauptbestandteile die cis-trans-isomeren Aldehyde Geranial (Citral A) und Neral (Citral B) sowie Limonen. Weitere Komponenten des ätherischen Öls sind u. a. Methylheptenon, Citronellal, die durch Photo-Cyclisierung aus Citral gebildeten Photocitrale A, epi-A und B, 1,8-Cineol, Spathulenol, Campher, Germanen D, Bicyclogermacren, β-Caryophyllen, Geraniol, Geranylacetat, Nerol und Nerylacetat.
Auszüge der ätherischen Öle werden unterschiedlich verwendet, beispielsweise auch als Parfümbestandteil oder als Insektenrepellent.

## Verwendung

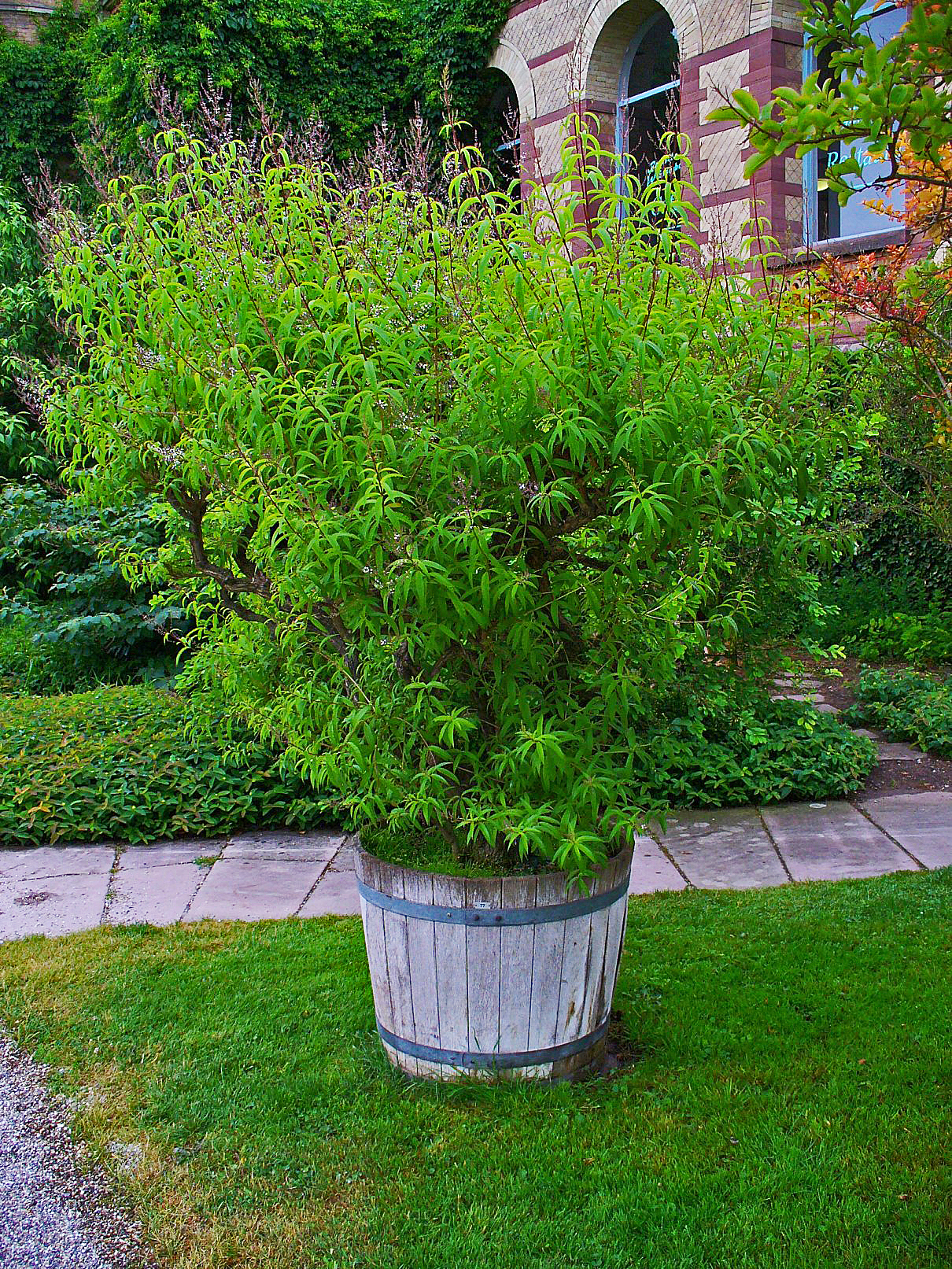
Zitronenstrauch in Topfkultur

Der Zitronenstrauch findet vielseitige Verwendung, die wohl hauptsächlich auf den intensiven, zitronenartigen Geruch und Geschmack seiner Blätter zurückzuführen ist.

### Zier- und Duftpflanze
Der aus Südamerika stammende Zitronenstrauch war früher eine beliebte Zierpflanze in europäischen Gärten. Da er als subtropische Art nur leichten und kurzen Frost erträgt, muss man ihn in kühlgemäßigten Klimaten entweder im Freiland stark zurückschneiden und frostsicher einpacken oder als Kübelpflanze kühl im Haus überwintern. Die Blüten des Zitronenstrauchs werden von Schmetterlingen und Hummeln besucht. Zweige können in Duftbuketts verwendet werden.

### Getränke
Die Zitronenverbene wird gerne für die Zubereitung von Getränken genutzt. Bevorzugt werden die frischen Blätter verwendet, aber auch die getrockneten Blätter sind gut nutzbar, da das Zitronenaroma im getrockneten Zustand der Blätter lange erhalten bleibt.
Insbesondere lässt sich sowohl aus frischen wie auch getrockneten Blättern ein aromatischer Haustee mit zitronigem Aroma brühen. Hierfür wird auch die Kombination mit Süßholz oder Pfefferminze genutzt. Insbesondere in Frankreich sind diese Tees als Guten-Abend-Tee sehr beliebt.
Der Tee ist im Sommer kalt getrunken auf Grund seines zitronigen Geschmacks angenehm erfrischend. Hierzu legt man ganze, frisch gepflückte Blätter des Zitronenstrauchs für eine halbe Stunde in heißes Wasser und nach dem Abkühlen gibt man Eiswürfel hinzu.
Der Tee des Zitronenstrauchs wird als Zitronenverbenentee, Verbenentee, Verbenatee oder auch als Eisenkrauttee bezeichnet. Hier kann es zur namentlichen Verwechslung mit dem Echten Eisenkraut (Verbena officinalis) kommen. Bei beiden Pflanzenarten handelt es sich um Eisenkrautgewächse, aber das Echte Eisenkraut riecht und schmeckt nicht zitronenartig. Sein Geschmack ist herb und bitter. In Frankreich und in der Schweiz wird der Tee des Zitronenstrauchs als „Verveine“ bezeichnet.
Neben der Nutzung in Tee wird das Aroma des Zitronenstrauchs auch in dem Erfrischungsgetränk Inca Kola aus Peru (lokal „Cedrón“ genannt) und in Kräuterlikören (z. B. Verveine du Velay) verwendet.

### Speisen
Kulinarisch wird der Zitronenstrauch hauptsächlich in Süd- und Mittelamerika genutzt. In der europäischen Küche ist er nicht populär. In Südamerika ist er insbesondere als Salatgewürz beliebt.
Auch wenn die frischen Blätter ähnlich wie Spinat gekocht werden können, werden sie doch wesentlich häufiger als würzende Zugabe verwendet.
Wie andere Gewürze mit zitronenartigem Aroma werden die Blätter des Zitronenstrauchs zum Würzen von Fisch verwendet. Sie passen auch gut zu Geflügel, Salaten sowie Reis-, Pilz- oder Schweinefleischgerichten. Man kann die ganzen Blätter mitdünsten und nach dem Kochen entfernen oder für Füllungen von Geflügel oder Fischen benutzen.
Die wesentlichste Anwendung liegt jedoch in der Aromatisierung verschiedener Süßspeisen und Desserts, besonders in Kombination mit Obst, dessen Geschmack durch das Zitronenaroma der Blätter des Zitronenstrauchs ergänzt wird.  Beispielsweise lässt sich der Zitronenstrauch zur Aromatisierung von Obstsalaten, Fruchtsäften, Fruchtsorbets oder Fruchtpudding verwenden. Auch lässt er sich als Zusatz zu Speiseeis und Pudding verwenden oder man kann die feingeschnittenen Blätter in den Zuckerguss für Zitronenkuchen einarbeiten.
Zucker lässt sich mit getrockneten Blättern des Zitronenstrauchs aromatisieren. Auch Essige und Öle (z. B. Olivenöl) können mit dem Zitronenstrauch aromatisiert werden.

### Kosmetik

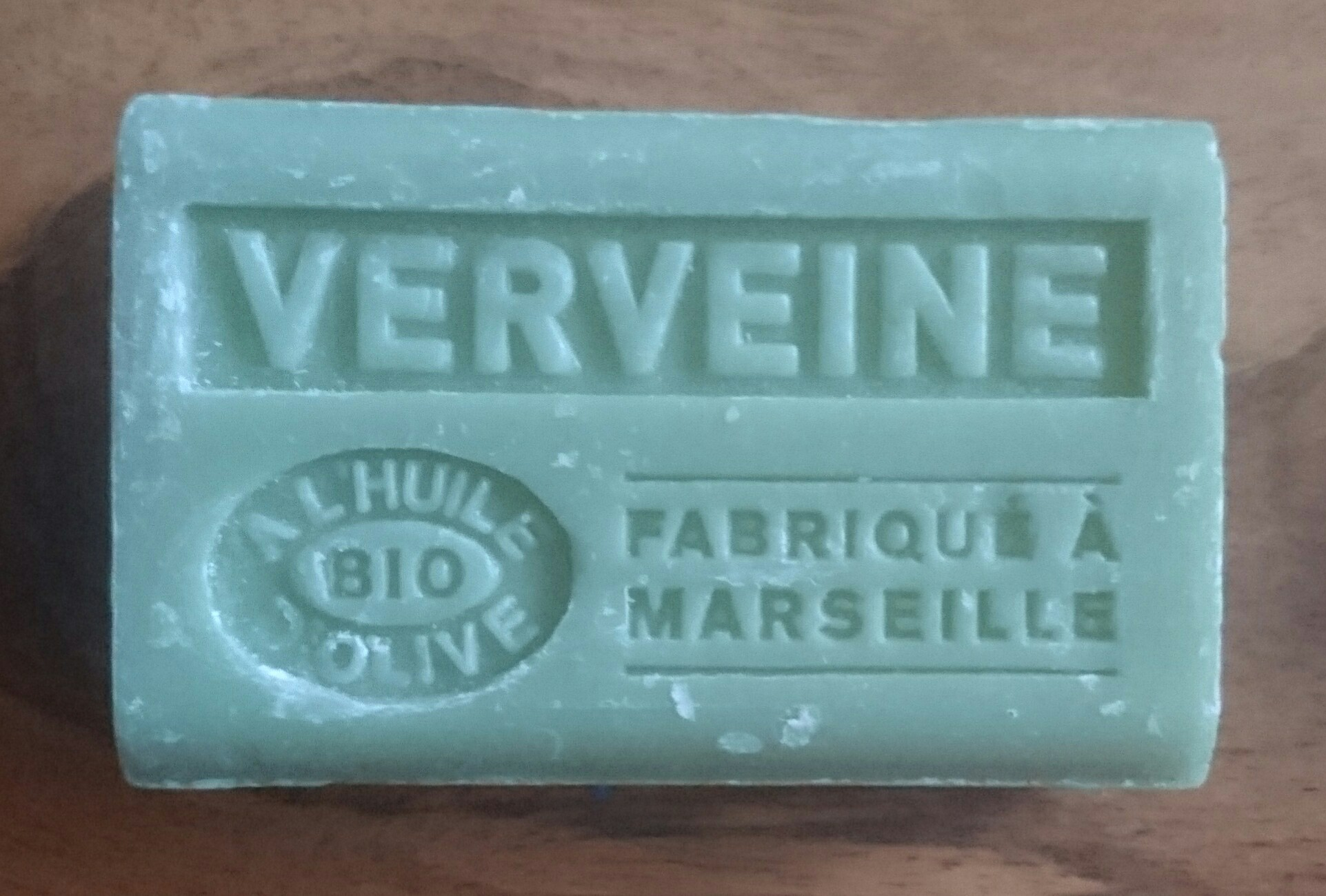
Seife mit Zitronenverbene

Zitronenverbene wird als erfrischender Badezusatz und zur Parfümierung von Seifen verwendet.

### Haushalt
Säckchen oder Bündel von Zitronenverbenen bringen einen frischen Duft ins Haus oder in den Kleiderschrank.

### Gesundheitliche Wirkung
Die Blätter der Zitronenverbene können traditionell angewendet werden zur Behandlung leichter Magen-Darm-Beschwerden wie Blähungen und Flatulenz sowie bei Schlafstörungen und vorübergehender Schlaflosigkeit, psychischem Stress und Stimmungsstörungen.
Es werden keimhemmende Eigenschaften angenommen.